# Cubaris pusillus
Cubaris pusillus is een pissebed uit de familie Armadillidae. De wetenschappelijke naam van de soort is voor het eerst geldig gepubliceerd in 1916 door Collinge.